# Little Red Monkey
Little Red Monkey é um filme de espionagem britânico dirigido por Ken Hughes e lançado em 1955.